# Maurice de Hirsch
Pour les articles homonymes, voir Hirsch.
Maurice, baron de Hirsch de Gereuth (Munich, Bavière, 9 décembre 1831 – Ersékùjvàr, Autriche-Hongrie, 21 avril 1896) est un financier et philanthrope français.

## Biographie
Petit-fils d'un banquier juif bavarois anobli en 1818 par le roi de Bavière, sous le nom « Hirsch auf Gereuth », et fils du 1er baron von Hirsch auf Gereuth, titré en 1869, Maurice de Hirsch entre dans le monde des affaires dès l'âge de 17 ans en jouant son argent de poche à la Bourse des matières premières.  
Il épouse, à Bruxelles (Belgique) le 28 juin 1855, la fille aînée du banquier Jonathan-Raphaël Bischoffsheim Clara Bischoffsheim (1833-1899), dont naîtront une fille (morte en bas âge) et un fils, Lucien (11 juillet 1856 - 6 avril 1887). À Bruxelles, Maurice de Hirsch est le cofondateur avec son beau-frère Ferdinand Bischoffsheim, de la banque Bischoffsheim de Hirsch, qui, absorbée en 1870 par la Banque de crédit et de dépôt des Pays-Bas, donne naissance en 1872, après fusion avec la Banque de Paris, à la Banque de Paris et des Pays-Bas.  
En 1873, après le krach de la Bourse de Vienne, il investit avec succès en Autriche. En 1869, il obtient la concession de la Porte ottomane pour la construction du chemin de fer reliant Constantinople au reste de l'Europe. Il fonde alors la Compagnie des chemins de fer d'Orient. 
Ses affaires lui valent l'inimitié d'Otto von Bismarck, mais également celle des banquiers catholiques qui lui prêtent un rôle de première main dans le krach de l'Union générale en 1882. 
Compromis dans l'aventure boulangiste aux côtés des royalistes, il ne s'intéresse cependant guère à la politique mais se mobilise pour les Juifs de Turquie, finançant des écoles et des dispensaires, puis surtout pour ceux de Russie, soumis depuis l'assassinat du tsar Alexandre II de Russie en 1881 à une vague de pogroms sanglants. Il consacre une partie de sa fortune à organiser leur émigration vers l'Amérique, essentiellement l'Argentine, où il donne une somme de 50 millions de francs-or pour fonder la Jewish Colonization Association. Le succès n'est pas à la hauteur des espérances et l'entreprise est combattue par Theodor Herzl, fondateur du sionisme. Les deux hommes s'expliquent en tête à tête en 1895, un an avant la mort de Hirsch mais la discussion tourne court. À la mort de Hirsch, la Jewish Colonization Association, créée en 1891, possédait en Argentine plus de 100 000 hectares, sur lesquels vivront un millier de familles.

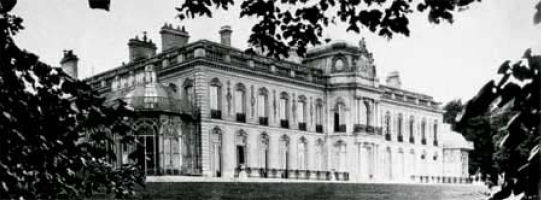
Château de Beauregard à la Celle-Saint-Cloud photographié en 1872 et détruit en 1956.

À Paris, Maurice de Hirsch habite un hôtel particulier au 2, rue de l’Élysée (construit pour l’impératrice Eugénie, agrandi et englobé dans le no 4 par le baron de Hirsch, aujourd'hui annexe du palais de l'Élysée, ISMH). Il possède également le château de Beauregard à La Celle-Saint-Cloud, en région parisienne, acquis en 1872, qu’il fait entièrement restaurer pour lui redonner sa splendeur passée. 
En Angleterre, il possède une écurie de chevaux qui remportera des courses prestigieuses, notamment grâce à La Flèche, lauréate de la Triple Couronne des pouliches (1000 Guinées, Oaks d'Epsom, St. Leger Stakes).
Le baron disparaît le 21 avril 1896, à l'âge de 65 ans en Hongrie. Sa femme, Clara de Hirsch,  continue son œuvre charitable, jusqu'à sa propre mort, le 1er avril 1899.

### Descendance de Maurice de Hirsch
La descendante du baron de Hirsch est Lucienne-Irène Marie Premelic de Hirsch ; les descendants de la baronne de Hirsch sont Maurice-Arnold Deforest-Bischoffsheim et son frère Raymond.

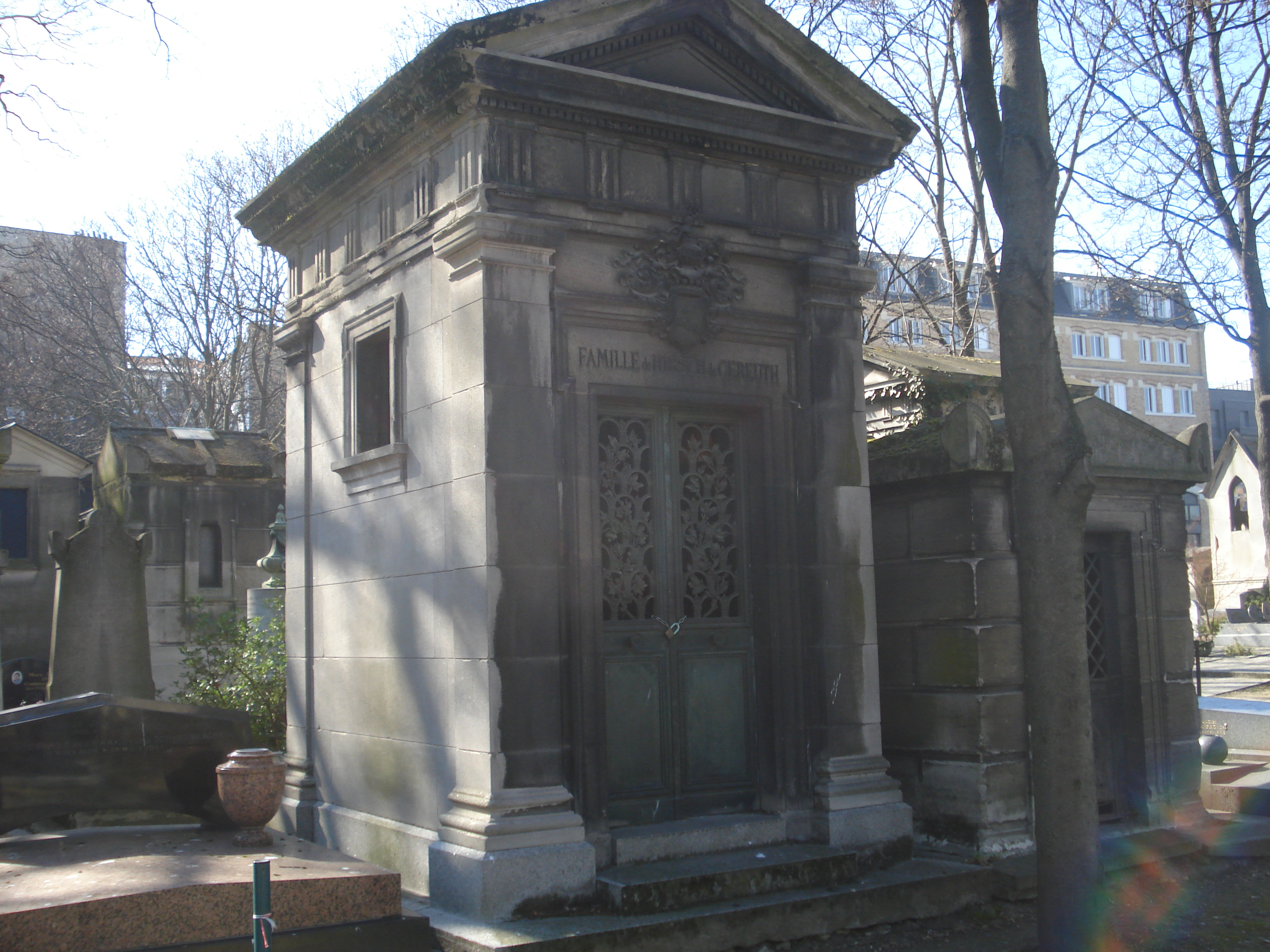
Sépulture du baron et de la baronne de Hirsch au cimetière de Montmartre.

Le baron et la baronne de Hirsch adoptent en 1887 Lucienne-Irène Marie Premelic de Hirsch, la fille naturelle de leur fils Lucien, déclarée le 6 octobre 1885 à la mairie du 8e arrondissement de Paris « de père et de mère non dénommés », et reconnue le 11 mai 1887, par sa mère Irène-Catherine Premelic. Maurice de Hirsch désigne par testament son beau-frère Georges Montefiore-Levi tuteur de Lucienne, qui grandit au château du Rond-Chêne à Esneux en Belgique, et sera élevée par sa tante Hortense Montefiore-Bischoffsheim.
Le 16 juin 1887, Clara de Hirsch adoptera également Maurice-Arnold Deforest (né le 9 janvier 1879 à Paris, rue Laugier), rebaptisé de Forest-Bischoffsheim (titré en 1899 par l'empereur François-Joseph d'Autriche, baron de Forest-Bischoffsheim, puis en 1936 par le prince souverain François Ier du Liechtenstein, comte de Bendern) et également son frère Raymond. Il semble qu'ils seraient les fils naturels du baron Lucien de Hirsch et de l'artiste de cirque Juliette Deforest, née Arnold (1860-1882). 
Après des études en Angleterre (Eton et Oxford), Maurice-Arnold de Forest embrasse une carrière politique (parlementaire représentant West-Ham dans la banlieue de Londres), tout en assumant son service militaire comme officier. Lors de la Première Guerre mondiale, il est lieutenant-commander dans la Royal Navy. Il acquiert alors le domaine de Bendern au Liechtenstein, où il est naturalisé le 22 août 1932, puis reçoit du prince le titre héréditaire de « comte de Bendern » le 9 janvier 1936. Dans ses différents domaines, il constitue une collection de tableaux d'art où l'on compte des œuvres de Murillo, Titien, Greuze, Breughel et Van Dyck. Le 30 juin 1950, il lègue à la Ville de Paris le château de Beauregard dont il avait hérité de son père adoptif Maurice de Hirsch, avec des conditions exigeantes concernant les logements sociaux pour familles modestes, la pratique sportive pour la jeunesse et le maintien des espaces verts. Maurice-Arnold de Forest meurt à Biarritz le 6 octobre 1968.